# Donald Barthelme

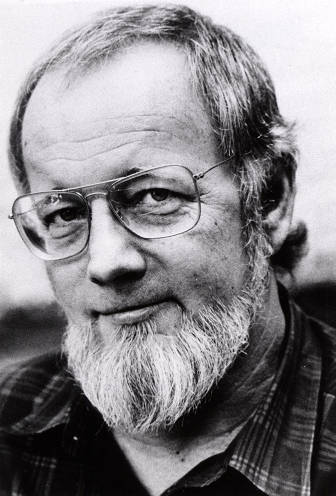
Donald Barthelme

Donald Barthelme (Philadelphia, 7 april 1931 - Houston, 23 juli 1989) was een Amerikaans postmodernistisch schrijver, vooral bekend door zijn korte verhalen.

## Leven
Barthelme was de zoon van een modernistisch architect. Hij studeerde - onderbroken door vervulling van militaire dienst in Korea - filosofie, zonder een universitaire graad te behalen en belandde al tijdens zijn studietijd in de journalistiek. Van 1961 tot 1962 was hij directeur van het Contemporary Arts Museum Houston. Vanaf midden jaren zestig legde hij zich definitief toe op het schrijverschap. Later verzorgde hij aan verschillende universiteiten programma’s creatief schrijven.
Barthelme overleed in 1989 aan keelkanker, 58 jaar oud.

## Werk
Barthelme wordt beschouwd als een postmodernistisch schrijver. Veel van zijn werk kenmerkt zich door absurdisme, ironie en een soort van melancholische vrolijkheid. In de opbouw en structuur gebruikt hij vaak fragmentarische, collageachtige technieken. ’Soms schrijft hij als een kind dat met lego speelt’, aldus Guido Golücke, die diverse van zijn verhalen naar het Nederlands vertaalde, ’die vaak citaten van collega-schrijvers gebruikt en bijwerkt, als legostenen waar hier en daar een nopje afgeschaafd moet worden om ze in zijn eigen bouwwerken te kunnen laten passen’
Barthelme werd onder andere beïnvloed door Samuel Beckett, Gabriel García Márquez, Franz Kafka, Thomas Pynchon, John Ashbery, Machado de Assis en Sigmund Freud. Hij schreef vier romans en talloze korte - vaak ultrakorte - verhalen. Zijn debuutroman Sneeuwwitje werd naar het Nederlands vertaald door Else Hoog en later Micha Hamel, een ruime keuze uit zijn verhalen werd in 2018 vertaald door Guido Golücke in de bundel 41 verhalen.